# Marcel Pavel
Marcel Pavel (Independența, 4 dicembre 1959) è un cantante rumeno.
Ha rappresentato la Romania all'Eurovision Song Contest 2002 con il brano Tell Me Why in duetto con Monica Anghel.

## Biografia
Nato nel distretto di Galați e cresciuto a Câmpulung, Marcel Pavel proviene da una famiglia di musicisti: il padre è violinista, e i due fratelli e la sorella sono tutti strumentisti. All'età di 6 anni si è iscritto alla Scuola di Musica e di Belle Arti di Câmpulung, dove ha studiato pianoforte e violoncello, e ha continuato gli studi musicali di percussioni ad un liceo artistico a Pitești. Si è laureato all'Università nazionale di musica di Bucarest in Canto classico.
Nel 2000 ha avviato la sua carriera musicale in Romania con l'album Frumoasa mea. Il 3 marzo 2002 ha partecipato alla Selecția Națională, il processo di selezione del rappresentante rumeno all'Eurovision, cantando Tell Me Why in duetto con Monica Anghel, risultando vincitore. All'Eurovision Song Contest 2002, che si è tenuto il successivo 25 maggio a Tallinn, si è piazzato 9º su 24 partecipanti con 71 punti. È stato il preferito dalle giurie di Macedonia del Nord e Russia.

## Discografia

### Album
- 2000 - Frumoasa mea
- 2001 - Te vreau lângă mine
- 2004 - Doar pentru tine
- 2007 - De dragul tău
- 2011 - Nu te mai am
- 2013 - Very Classic

### Album dal vivo
- 2001 - Concert live la Ateneul Român – Marcel Pavel și invitații săi

### Raccolte
- 2009 - The Best of Marcel Pavel

### DVD
- 2013 - Marcel Pavel & Bucharest Symphony Orchestra Live in Concert – Very Classic (con l'Orchestra Sinfonica di Bucarest)

### Singoli
- 2002 - Tell Me Why (con Monica Anghel)
- 2020 - Zâna mea frumoasă din povești